# Roberto Micconi
Roberto Micconi (Venezia, 1940) è un organista, compositore, direttore di coro e direttore d'orchestra italiano.
È stato organista titolare della Basilica di San Marco a Venezia e direttore della Cappella Marciana.

## Vita e studi
Allievo dell'allora organista di San Marco, Carmelo Pavan, si è diplomato presso il Conservatorio Benedetto Marcello di Venezia in organo e composizione organistica, clavicembalo, direzione corale e orchestrale. Si perfeziona con il maestro Luigi Ferdinando Tagliavini per l'organo, Franco Ferrara e Carlo Zecchi per la direzione d'orchestra e Wolfango Dalla Vecchia per la composizione.
Nel 1973 musica tre liriche del noto poeta veneziano Mario Stefani, mentre nel 1975 diviene organista titolare in San Marco. Tra il 1981 e il 2000 è anche direttore della Cappella Marciana. Dal 1990 dirige l'Orchestra da camera giovanile veneziana.
Nel 2000 è stato insignito da papa Giovanni Paolo II dell'Ordine di San Silvestro Papa e sostituito nel ruolo di direttore della Cappella Marciana dal Maestro Marco Gemmani.
Nel 2005 è stato chiamato ad inaugurare il nuovo organo della Cattedrale Cattolica di Mosca.
Ha insegnato organo e composizione organistica presso il Conservatorio di Castelfranco, per poi trasferirsi presso quello di Venezia, nel quale è stato Vicedirettore per tre anni e, per breve tempo, Direttore ad interim.
Dal 1º gennaio 2016 non è più primo organista della Basilica, sostituito da Pierpaolo Turetta.

## Attività
Concertista internazionale, interprete di numerose registrazioni radio e tv, è spesso invitato, in qualità di musicologo e di organologo, a tenere conferenze sulla musica veneziana, specie negli Stati Uniti, e a far parte di giurie in concorsi internazionali d'organo.
Ha al suo attivo diversi CD, incisi su organi storici veneziani, e numerose composizioni organistiche, corali e orchestrali.

## Discografia (parziale)
- Venezianische Orgelmusik, Digital, 1983 [2]
- Organ tradition in San Marco and Venice, Rivoalto, 2005 [3]